# Кцоев, Алихан Зелимханович
Алихан Зелимханович Кцоев (19 октября 2002) — российский и узбекистанский борец вольного стиля. Чемпион Узбекистана.  

## Спортивная карьера
Является воспитанником владикавказской СШОР имени Сергея Андиева, где занимался под руководством Майрбека Самаев и Хетага Гозюмова. В начале апреля 2017 года в Майкопе занял 5 место на Всероссийских соревнованиях среди юношей (2002-2003 г.р.). В конце апреля 2022 года в станице Преградная Карачаево-Черкесии, уступив в финале Асхабу Саадуллаеву из Дагестана, стал серебряным призёром Всероссийского турнира среди борцов до 24 лет. 31 мая 2022 года вышел в финал на Первенстве СКФО среди борцов до 23 лет, который проходил в Нальчике, в котором уступил Килябу Мусаеву из Чечни, заняв второе место. В середине июля 2022 года в Грозном в финале Всероссийской летней Универсиады уступил Славику Наниеву из ХМАО. 29 сентября 2022 года на Первенстве России среди борцов до 23 лет в Ханты-Мансийске в схватке за 3 место проиграл Ивану Кириллову из Кемеровской области, став в итоговом протоколе пятым. 20 ноября 2022 года в Хасавюрте стал победителем на Всероссийском турнире на призы Мурада Умаханова, в финале победил Мустафагаджи Малачдибирова из Дагестана. В начале декабря 2022 года в якутском селе Намцы на Всероссийском турнире на призы Пётра Юмшанова стал бронзовым призёром. 27 июля 2023 года принимал во Владикавказе участие на турнире в рамках борцовской лиги Ивана Поддубного - «Кубок Содружества». 24 мая 2024 года на Первенстве СКФО среди борцов до 23 лет в Нальчике, победив на туше в схватке за 3 место Абдулу Абулгасанова из Дагестана, стал бронзовым призёром. 2 июля 2024 года ему было присвоено звание мастер спорта России. В начале октября 2024 года во Владикавказе, победив в финале Сергея Козырева, одержал победу на международном турнире имени братьев Хадарцевых. 22 ноября 2024 года, победив в финале у Максуда Вейсалова, стал чемпионом Узбекистана.

## Спортивные результаты
- Международный фестиваль университетского спорта 2023 — ;
- Чемпионат Узбекистана по вольной борьбе 2024 — ;